# ケーン・アルドリノ
ケーン・ルイーズ・アルドリノ・ロペス（Kaiane Loise Aldorino Lopez, 1986年7月8日 - ）は、第17代ジブラルタル市長。ミス・ワールド2009で優勝したことでも知られる。名前のカタカナ表記はAFPBB Newsに従う。

## 経歴・人物
1986年7月8日、ジブラルタルに生まれる。この地で育ち、14歳のときUrban Dance Groupでダンスを始める。2008年にはInternational Dance Organization主催のWorld Showdance Championshipsに、Gibraltar National Dance Teamの一員として「formation」のカテゴリーに出場。17位という結果を残し、ジブラルタル代表が同大会で予選を通過した初めての例となった。
ミスコンのキャリア開始前にSt Bernard's Hospitalで働く。ミス・ワールド参加の時点で5年間人事担当者として働いていた。
2009年6月27日、アラメダ庭園で開催されたミス・ジブラルタル2009で優勝。12月12日、ミス・ワールド2009で優勝（Miss World Beach Beautyの称号も獲得）。ジブラルタル代表が世界四大ミスコンテストで優勝するのは初である。
優勝が決定すると、多くのジブラルタル市民が通りに繰り出し、全土が祝賀ムードに包まれた。ファンらはジブラルタル国旗を振り回し、車は警笛を鳴らし、花火が上げられた。ピーター・カルアナ首相（当時）は「彼女とジブラルタルにとって素晴らしい業績」だと称賛し「女王にふさわしい凱旋」を約束した。
2009年12月15日、ジブラルタル自治政府は「翌日午後、アルドリノがプライベートジェットで帰国する」と発表。12月16日のプレスリリースで帰国時のスケジュールの詳細を発表した。ジブラルタル国際空港での帰国報告、メイン・ストリートを、チャールズ3世とダイアナがハネムーンの際使用したのと同じ車種に乗ってパレードといった内容だった。12月17日、パレードのあとRock Hotelで記者会見とレセプションに臨む。一連の祝賀日程はジブラルタル港での花火大会でクライマックスを迎えた。また、ジブラルタルのすべての企業に対し、従業員が祝賀行事に参加できるようにこの日の午後4時から午後6時の間は休業するよう政府は要請した（もちろん無理なら仕方ない）。
ミスとしての任期の間に、彼女はアラブ首長国連邦、日本、ブルネイ、香港、カナダ、米国、スペイン、ドイツ、韓国、イタリア、インドネシア、南アフリカ、アイルランド、中国を含む40カ国以上を歴訪。2010年1月13日、NPO法人バラエティクラブ　ジャパンの5周年記念パーティーに出席（自身初の来日）。記者の質問に対し、美の秘訣は「水をたくさん飲むこと」と答えている。ミス・ワールド・ジャパン2010の松永博子も出席したが、高校の英語の成績は「5」である松永もアルドリノから英語で話しかけられると「よく聞き取れなかった」。2010年9月25日、ミス中国2010のTang Xiaoとともにミス・ワールド2010の開催発表会見に登場。
2011年7月7日、ファビアン・ピカード首相（当時）は、彼女にGibraltar Medallion of Honourを授与し、名誉市民に列するという動議をジブラルタル議会に提出した。全会一致で可決。女性としてジブラルタルの名誉市民になったのは彼女が初である。
2014年3月、ファビアン・ピカード首相の提出した動議に基づき、彼女はAdolfo Canepa市長の副市長に任命された。2017年8月1日から2019年4月4日まで第17代ジブラルタル市長。ジブラルタル史上最も若い市長であり、女性としては3人目の市長である。
ミス・ワールド参加の時点で身長174センチ。大部分のジブラルタル市民と同じく、英語とスペイン語のバイリンガルである。趣味はネットボール。2015年6月、Aron Lopezと結婚。2016年、娘が生まれる。